# Emu-Bay-Schiefer
Der Emu-Bay-Schiefer ist eine lithostratigraphische Formation in South Australia, die vor rund 525 Millionen Jahren BP im Unterkambrium abgelagert wurde. In ihr eingeschlossen ist eine bedeutende Konservatlagerstätte (Fossilfunde mit Weichkörpererhaltung), die Trilobiten aus der Ordnung der Redlichiida führt.
Der Emu-Bay-Schiefer entspricht in etwa dem Burgess-Schiefer, er besitzt aber eine höhere Korngröße und dadurch ein insgesamt etwas schlechteres Erhaltungspotential.

## Beschreibung

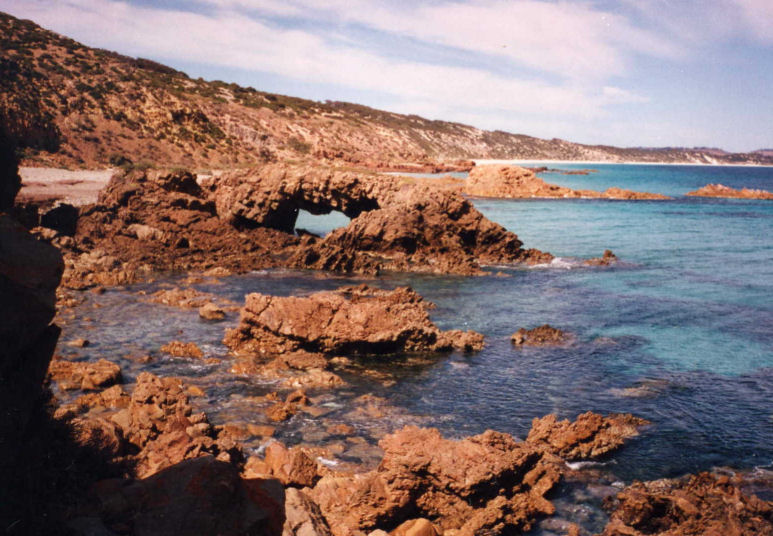
Die Emu Bay auf Kangaroo Island

Der Emu-Bay-Schiefer wurde nach seiner Typlokalität, der Emu Bay, benannt. Diese liegt auf der Nordseite des Kangaroo Island östlich vom Cape d’Estaing, Koordinaten: 35° 35′ 0″ S, 137° 30′ 0″ O in South Australia. Der Emu-Bay-Schiefer ist Australiens einzige Konservatlagerstätte des Burgess-Schiefer-Typus.

### Stratigraphie und geologischer Rahmen
Der Emu-Bay-Schiefer gehört zum über 3500 Meter mächtig werdenden oberen Abschnitt der Kangaroo Island Group, die in einem von aktiven Seitenverschiebungen gebildeten Sedimentationsbecken, dem Stansbury Basin, zur Ablagerung kam. Das Stansbury Basin war nur Teil eines wesentlich weiträumigeren Einsenkungsbereichs, der sogenannten Adelaide Geosyncline, deren Sedimentinhalt während der Delamerischen Gebirgsbildung in Richtung des Gawler-Kratons verschoben wurde. Der Emu-Bay-Schiefer kann bis zu 150 Meter an Mächtigkeit erreichen und liegt entweder konkordant oder diskordant über dem White-Point-Konglomerat. Überlagert wird er von der Boxing-Bay-Formation.

### Lithologie
Die Mehrzahl der Konservatlagerstätten des Burgess-Schiefer-Typus wurden im Tiefwasser des äußeren Schelfbereichs abgelagert. Der Emu-Bay-Schiefer hingegen ist ein violettfarbener Schieferton und scheint unter Flachwasserbedingungen (lagunäre Fazies) zur Ablagerung gekommen zu sein. Dies lässt den Schluss zu, dass während des Kambriums die Weichkörpererhaltung in unterschiedlichen Faziesbereichen stattfand. Einige Fossilfunde aus dem Emu-Bay-Schiefer belegen eine intensive Mineralisierung des Weichkörpergewebes, meist durch körnigen Apatit oder faserigen Calcit. Selbst phosphatisiertes Muskelgewebe wurde nachgewiesen – bisher der älteste Fund dieser Art im Kambrium. Mineralisierte Weichkörpergewebe sind in den Faunengemeinschaften des Burgess-Schiefer-Typs ansonst eigentlich selten.
Im Tonschiefer finden sich zahlreiche Spuren und Abdrücke von Trilobiten. An seiner Basis oberhalb des White-Point-Konglomerats führt der Emu-Bay-Schiefer sandige Kalke und eine Kalklage mit Wühlspuren. Zusammen mit dem White-Point-Konglomerat kann er mit dem Oraparinna-Schiefer korreliert werden.

### Vorkommen
Für den Emu-Bay-Schiefer bestehen zwei bedeutende Vorkommen:
- das Profil der Typlokalität an der Ostseite der Emu Bay. Es liegt konkordant auf dem White-Point-Konglomerat und enthält eine reichhaltige Fauna zusammengesetzt aus Balcoracania, Redlichia, Hyolithiden, Brachiopoden und der skleritführenden Chancelloria.
- die 8 Kilometer weiter östlich gelegene Big-Gully-Lokalität. Der Emu-Bay-Schiefer liegt hier diskordant über dem White-Point-Konglomerat. Neben den Trilobiten treten Fossilien in Weichkörpererhaltung auf, so z. B. der räuberische Anomalocaris, Isoxys, Tuzoia, Paleoscolex (vermutlich ein Saitenwurm), Myoscolex (problematische Zuordnung) und mehrere seltenere Funde. Das Weichkörpergewebe der Trilobiten wurde überwiegend mineralisiert. Bei einigen wenigen Redlichia-Funden sind Antennen vorhanden.

### Fauna
Die Fauna des Emu-Bay-Schiefers verfügt im Vergleich zu anderen Fundorten des Burgess-Schiefer-Typus generell über eine sehr hohe Individuenzahl, hat aber nur eine recht begrenzte Artenvielfalt. In Übereinstimmung mit anderen Fundorten enthält die Faunengemeinschaft des Emu-Bay-Schiefers Arten wie Anomalocaris, Tuzoia, Isoxys, Xandarella und Primicaris; diese Arten lassen sich auch in der chinesischen Chengjiang-Faunengemeinschaft wiederfinden – paläogeographisch damals zwar relativ nahe gelegen, dafür jedoch von höherem Alter.
Von großer Bedeutung sind ferner wunderschöne Fundstücke von Trilobiten wie z. B. Redlichia takooensis, Emuella polymera, Balcoracania dailyi und Estaingia bilobata. Die Gattungen Balcoracania und Emuella gehören zur Überfamilie Emuelloidea innerhalb der Redlichiina, die für eine sehr hohe Segmentanzahl (über 60 bei großen Balcoracania-Fundstücken) bekannt sind und außerdem nur in Australien vorkommen.

### Auflistung der Fauna nach Stämmen geordnet

#### StammPorifera(Schwämme)
- Chancelloria

#### StammLobopodia(Lobopoden)
- Opabinia regalis

#### StammArthropoda(Gliederfüßer)
- Anomalocaris briggsi
- Anomalocaris sp.
- Isoxys communis
- Myoscolex ateles
- Tuzoia australis
- Xandarella spectaculum

#### Stamm Arthropoda – KlasseTrilobita
- Balcoracania dailyi – Ordnung Redlichiida
- Emuella dalgarnoi – Ordnung Redlichiida
- Emuella polymera – Ordnung Redlichiida
- Estaingia bilobata – Ordnung Ptychopariida
- Redlichia sp. – Ordnung Redlichiida
- Redlichia takooensis – Ordnung Redlichiida

#### StammNematomorpha(Saitenwürmer)
- Paleoscolex antiquus
- Vetustovermis planus

## Fotogalerie

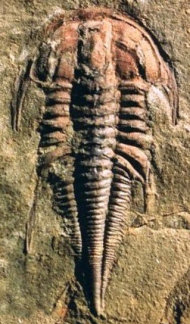
Balcoracania dailyi
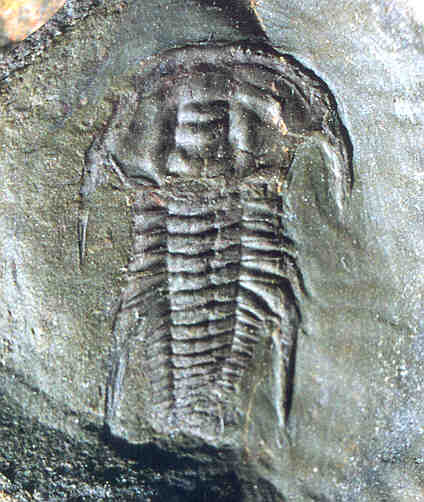
Emuella polymera
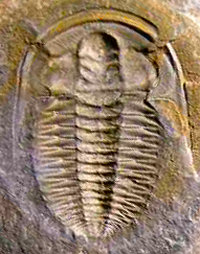
Estaingia bilobata
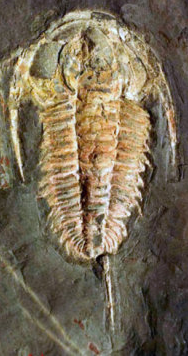
Redlichia takooensis